# Cody Walker
Cody Beau Walker (Los Ángeles, California, 13 de junio de 1988) es un actor estadounidense. Comenzó su carrera en el año 2015 en Furious 7, en la que ayudó a completar las escenas que su difunto hermano, Paul Walker, no pudo terminar.

## Biografía
Walker nació en el condado de Los Ángeles, California, hijo de Paul Walker III, un contratista de alcantarillado y de Cheryl Crabtree, una exmodelo. Es el hermano menor de Paul Walker, Caleb Walker, Ashlie Walker y Amie Walker. Es el más joven de los cinco hermanos. Se graduó en la Universidad de California, Santa Bárbara.

## Carrera
Apareció en Furious 7 (2015), después de que su hermano Paul falleciera el 30 de noviembre de 2013 en un accidente de tráfico. Cody y Caleb intervinieron para ayudar a terminar las escenas de su hermano fallecido como Brian O'Conner en la película, que todavía se estaba filmando en el momento de la muerte de Paul.
Después de su aparición en Furious 7, Cody Walker decidió dedicarse a la actuación, continuando el legado de Paul. Apareció en la película sobre la II Guerra Mundial, USS Indianapolis: Men of Courage (2016), con Nicolas Cage.

## Vida personal
Walker, que es un paramédico entrenado, es también un gerente de la fundación de caridad de su hermano, que ayuda a los servicios de emergencia a ingresar a las áreas afectadas por desastres en todo el mundo. El 15 de agosto de 2015 contrajo matrimonio con su novia desde hace siete años, Felicia en la Sierra de Oregón.

## Filmografía

### Películas
| Año  | Título                           | Personaje                            | Notas                                                                                  |
| ---- | -------------------------------- | ------------------------------------ | -------------------------------------------------------------------------------------- |
| 2015 | Furious 7                        | Stand-In: Paul Walker/Brian O´Conner | Junto a Vin Diesel, Paul Walker, Michelle Rodriguez, Jordana Brewster y Dwayne Johnson |
| 2016 | USS Indianapolis: Men of Courage | West                                 | Junto a Nicolas Cage, Tom Sizemore, Thomas Jane, Matt Lanter y Brian Presley           |